# Asoletragus gentryi
L'asoletrago (Asoletragus gentryi) è un mammifero artiodattilo estinto, appartenente ai bovidi. Visse nel Pleistocene inferiore (circa 2 - 1,2 milioni di anni fa) e i suoi resti fossili sono stati ritrovati in Sardegna.

## Descrizione
Questo animale è noto per resti molto incompleti, sufficienti tuttavia a determinare che la taglia di Asoletragus fosse molto ridotta, simile a quella dei cefalofi. Questo animale era caratterizzato da cavicchi ossei molto particolari, differenti da quelli di qualunque altro bovide noto nell'area mediterranea. Erano inseriti al di sopra delle orbite ed erano dritti, conici e molto inclinati all'indietro. È probabile che sostenessero astucci cornei robusti, piuttosto corti e dritti. 

## Classificazione
Le caratteristiche insolite di Asoletragus rendono difficile ipotizzarne le possibili relazioni filogenetiche con altri generi e il momento di arrivo dei suoi antenati continentali nell'area sarda. È possibile che Asoletragus sia un Caprinae primitivo. 
Asoletragus gentryi venne descritto per la prima volta nel 2006, sulla base di resti fossili ritrovati in Sardegna orientale, sul Monte Tuttavista nella zona di Orosei, risalenti al Pleistocene inferiore.